# ローレライ (H2Oの曲)
「ローレライ」は、日本の音楽デュオH2Oデビューシングルで、1980年6月21日にKitty Records（現・ユニバーサルミュージック）から発売された。
本楽曲は1980年7月26日に東宝系で公開された映画『翔んだカップル』の挿入歌に起用された。

## 収録曲
- 全作詞・作曲：H2O

1. ローレライ
編曲：林立夫・深町純
2. SPANISH CLASS
編曲:佐藤博

## 収録アルバム
- H2O「WATER LAND」1980/05/21
- H2O「POOL」1989/12/24
- H2O「BIOGRAPHY」1995/11/25
- H2O「想い出がいっぱい〜the best collection〜」2003/11/26